# George Francis Train

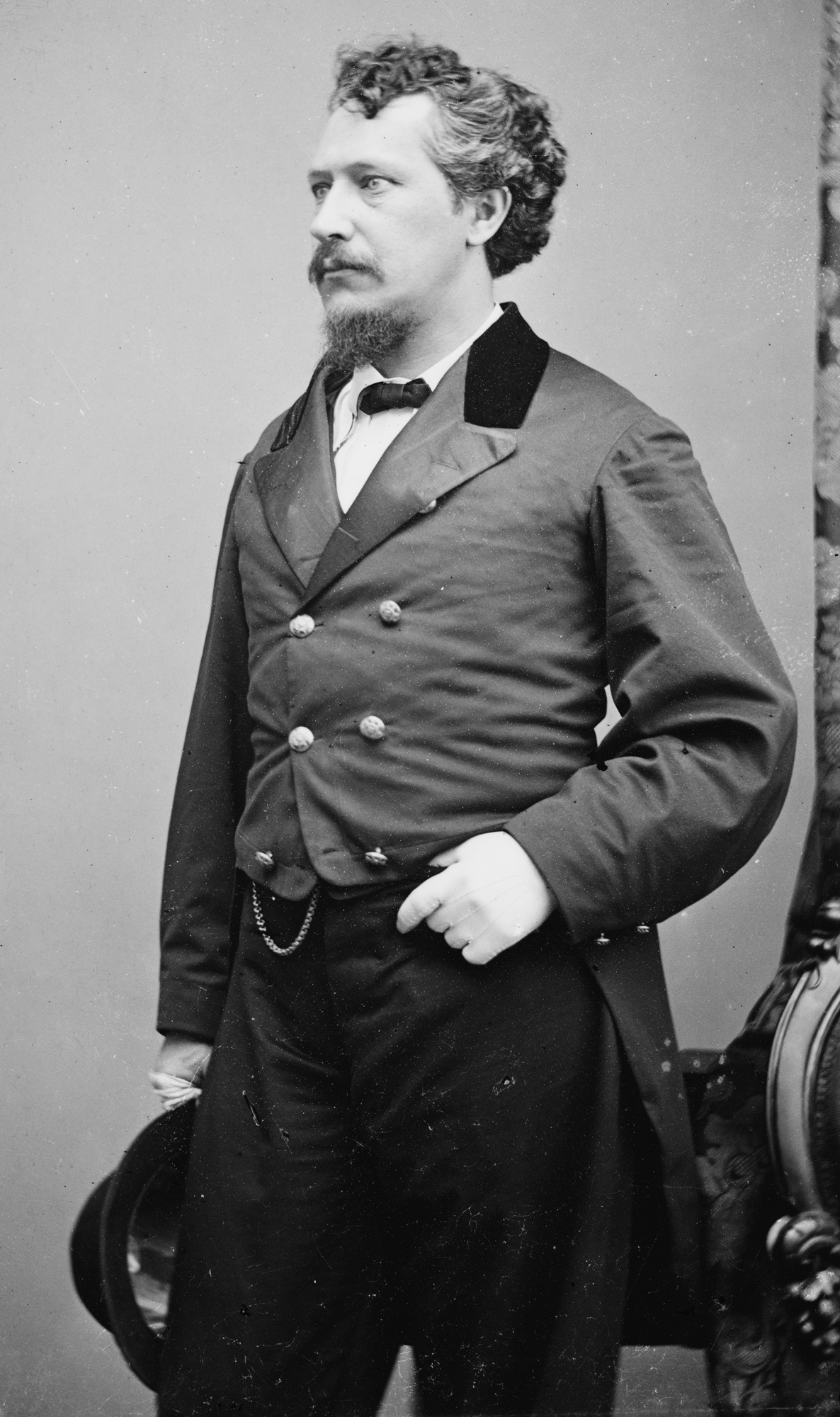
George Francis Train, um 1860

George Francis Train (* 24. März 1829 in Boston, Massachusetts; † 5. Januar 1904 in New York) war ein US-amerikanischer Kaufmann, Schriftsteller, Autor und exzentrischer Reisender sowie Frauenrechtler. Seine Weltreise im Juli 1870 war Vorbild für Jules Vernes Roman In 80 Tagen um die Welt.

## Leben
George Francis Train wurde 1829 als Sohn von Oliver Train und seiner Frau Maria Pickering geboren. Train verlor als Vierjähriger beide Eltern durch eine Gelbfieberepidemie in New Orleans und wurde von seinen Großeltern in Boston nach strengen methodistischen Grundsätzen aufgezogen.
In jungen Jahren war Train als Kaufmann in Chicago und ab 1853 in Australien tätig. 1860 ging er nach England, wo er Pferdetramways in Birkenhead und London gründete, die aber wegen ihrer über die Straßenoberfläche ragenden Schienen erfolglos blieben. Während des Amerikanischen Bürgerkriegs hielt Train Vorträge in Großbritannien und Irland zugunsten der Nordstaaten. 1862 kehrte er in die USA zurück und war an der Gründung der Union Pacific Railroad und des amerikanischen Crédit Mobilier beteiligt. 1864 ließ er sich wieder in England nieder. Train blieb geschäftlich erfolgreich, unter anderem als  Reeder, und wurde ein bekannter Autor, galt aber in zunehmendem Maße als exzentrisch. Er schrieb insgesamt elf Bücher, kandidierte 1872 erfolglos bei der Präsidentschaftswahl der USA und behauptete, australische Revolutionäre hätten ihm die Präsidentschaft einer zu gründenden australischen Republik angetragen. Ebenfalls 1872 verteidigte er Victoria Woodhull, als sie wegen Veröffentlichungen über die Ehebruchsaffäre zwischen Reverend Henry Ward Beecher mit Elisabeth Tilton in Schwierigkeiten geriet, und wurde deswegen selbst kurzfristig aufgrund des Gesetzes gegen Obszönität inhaftiert.
1870 unternahm er seine erste, viel beachtete Weltreise, die Jules Verne inspirierte. Train blieb als Eisenbahngründer aktiv, etwa bei der Atlantic and Great Western Railroad in Pennsylvania, für deren Finanzierung er die spanische Königin als Investorin gewann. Im Zusammenhang mit seinem Engagement bei der Union Pacific war er auch als Immobilienspekulant höchst erfolgreich.
Train war äußerst reisefreudig. Sein Begleiter war üblicherweise George Pickering Bemis, sein Cousin und Privatsekretär, später Bürgermeister von Omaha, Nebraska.
Train finanzierte die frauenrechtlerische Zeitung The Revolution von Susan B. Anthony und Elizabeth Cady Stanton. Seine zweite Weltreise von 1890 dauerte 67,5 Tage; seine dritte und letzte Weltreise unternahm er 1892. Sie dauerte 60 Tage.

## Die Weltreise 1870
Reihenfolge der Stationen:
- New York
- San Francisco (Zug, nachdem er bereits drei Tage nach Beginn der Weltreise den Mississippi erreichte)
- von dort nach Japan (Segelschiff – in Japan verursachte er einen Skandal, weil er nackt in ein öffentliches Bad sprang. Der Zwischenfall blieb jedoch für ihn ohne Folgen.)
- Hongkong
- Saigon
- Singapur
- Marseille (durch den Suezkanal)
- Lyon (hier kam er für 13 Tage ins Gefängnis)
- Liverpool (Privatzug bis zum Ärmelkanal; dann Schiffsreise nach England)
- New York (das Schiff in Liverpool erwischte er nur knapp, sodass er nach genau 80 Tagen zurückkehrt)

Jules Vernes Roman erschien drei Jahre später.
Über „seine“ Namens- und Charakteränderung in Jules Vernes Roman zeigte Train sich erbost. Seine trotzigen letzten Worte waren daher angeblich: „Ich bin Phileas Fogg!“

## Werke
- An American Merchant in Europe, Asia, and Australia (1851)
- Young America Abroad (1857)
- Young America in Wall Street (1858)
- Irish Independency (1865)
- Championship of Women (1868)
- My Life in Many States and in Foreign Lands (1902)